# 736

## Decese
- dată necunoscută: Hugbert de Bavaria  (n. 690)